# Robert Schindel

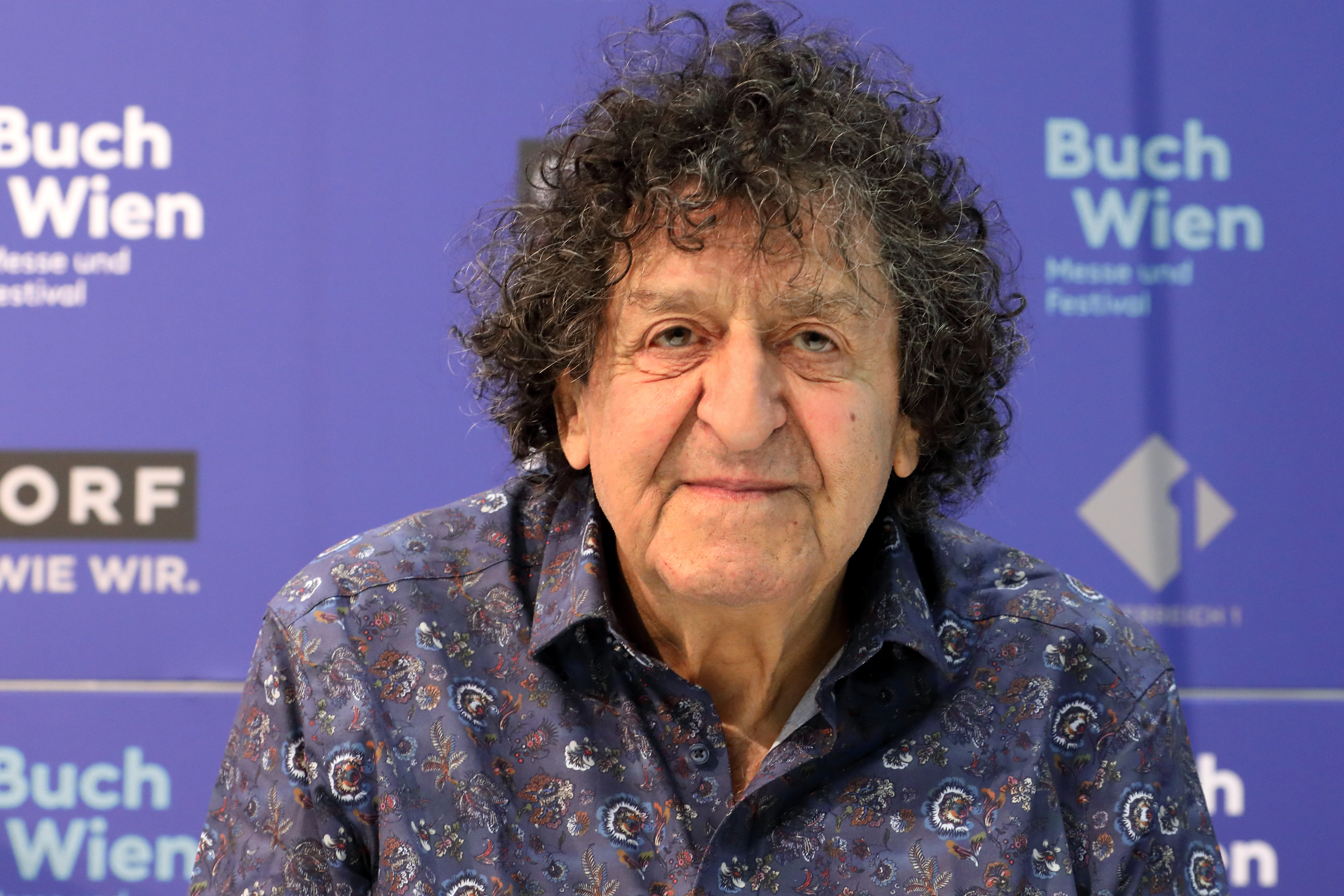
Robert Schindel (2023)

Robert Schindel (* 4. April 1944 in Bad Hall in Oberösterreich) ist ein österreichischer Lyriker, Regisseur und Autor.

## Leben

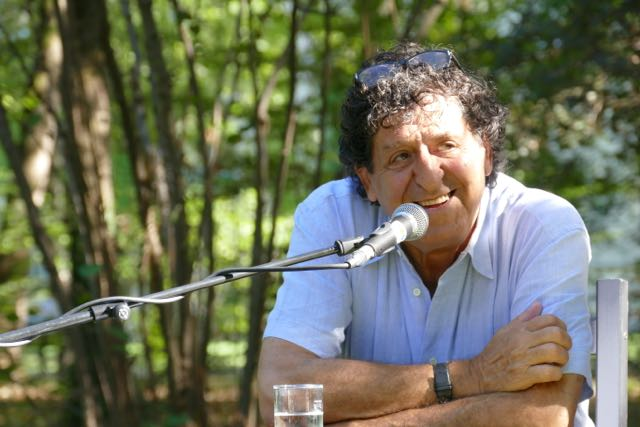
Robert Schindel auf dem Erlanger Poetenfest 2015

Robert Schindel wurde 1944 in Bad Hall als Kind jüdischer Kommunisten geboren. Er überlebte nach der Verhaftung seiner Eltern, die sich als elsässische Fremdarbeiter getarnt hatten, um im Auftrag der Exil-KPÖ in Linz eine Widerstandsgruppe aufzubauen, unter dem Namen Robert Soel. Er war im jüdischen Kinderspital in der Wiener Tempelgasse (damals Mohaplgasse) untergebracht. Die jüdische Fürsorgerin Franzi Löw und die jüdische Kinderschwester Mignon Langnas verhinderten seine Deportation in die Konzentrationslager Auschwitz und Theresienstadt. Sein Vater, René Hajek, wurde am 28. März 1945 im KZ Dachau ermordet, die Mutter, Gerty Schindel, überlebte die KZs Auschwitz und Ravensbrück und kehrte 1945 nach Wien zurück, wo sie ihren Sohn wiederfand.
1950 bis 1954 besuchte er die Volksschule und danach das Bundesrealgymnasium in Wien. 1959 verließ Robert Schindel das Gymnasium, er wurde „entlassen wegen schlechter Führung“, und begann eine Buchhändlerlehre im Wiener Globus-Verlag, die er abbrach. Es folgten Reisen nach Paris und Schweden, wo er sich unter anderem als Tellerwäscher durchschlug.
Nach eigenen Angaben war Schindel zwischen 1961 und 1967 aktives Mitglied der KPÖ.
1967 holte Schindel an einer Maturaschule die Matura nach, studierte Philosophie und zwei Semester Rechtswissenschaft und engagierte sich in maoistischen Kreisen. Als seine wirkliche Universität bezeichnete er aber das Café Hawelka, in dem er unter anderen H. C. Artmann und Oskar Werner kennenlernte. Er wurde Mitbegründer der nach Berliner Vorbild aufgebauten Studentenbewegung „Kommune Wien“ und der Literaturzeitschrift „Hundsblume“, in der er auch seine lyrischen Texte publizierte. Seinem Kreis gehörten auch andere später bekannt gewordene Künstler wie Elfriede Jelinek und das Zwillingspaar Konstantin Kaiser und Leander Kaiser an. 1970 veröffentlichte Schindel den Roman Kassandra.
1986 wurde Robert Schindel freiberuflicher Schriftsteller. Davor hatte er seinen Lebensunterhalt mit zahlreichen Jobs unter anderem bei Post und Bahn, als Bibliothekar in der Wiener Hauptbücherei (1975–1980), Nachtredakteur bei Agence France-Presse (1981–1983) und als Gruppentrainer für Arbeitslose (1983–1986) bestritten. Nebenbei entstanden auch Arbeiten für Film, Fernsehen und Rundfunk.
Eine zentrale Rolle in seinen Werken spielen die Shoa und sein ambivalentes Verhältnis zu Wien, jener Stadt, die er auch als „Vergessenshauptstadt“ bezeichnet, und dem dort noch immer bestehenden Antisemitismus. Diese Thematik nahm in den 1980er Jahren in seiner Arbeit mehr Platz ein. In diesem Jahrzehnt drang auch die unbewältigte NS-Vergangenheit Österreichs durch die Waldheim-Affäre ins öffentliche Bewusstsein.

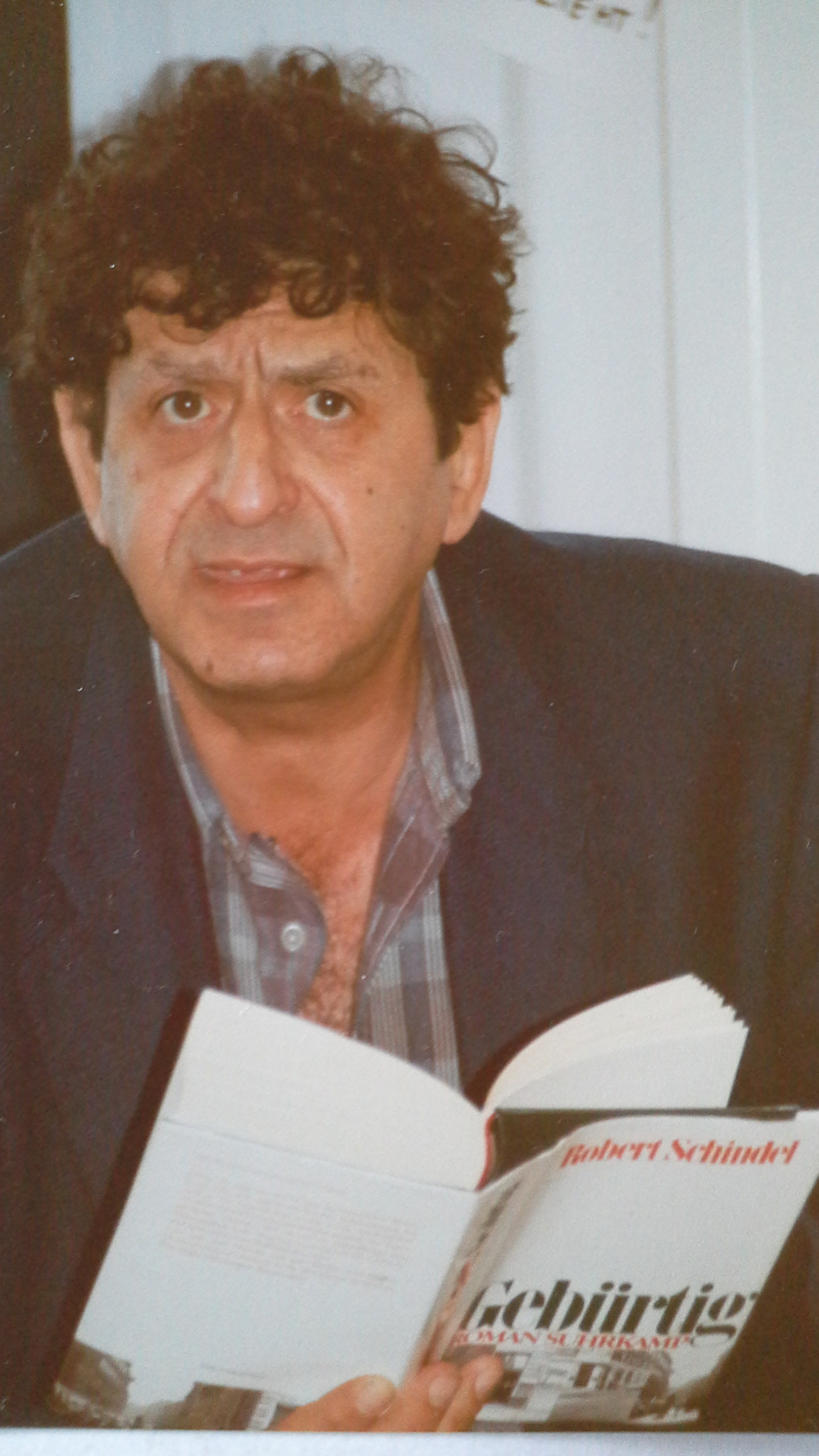
Robert Schindel in Berlin im Mai 1998 im Jüdischen Kulturverein

1992 veröffentlichte Robert Schindel den Roman Gebürtig, der aufgrund seines Erfolges von ihm zusammen mit Lukas Stepanik 2001 verfilmt wurde. Von 1998 bis 2002 war er Mitglied der Jury des Ingeborg-Bachmann-Preises, ab 1999 als deren Vorsitzender. Robert Schindel ist ein Förderer von Nachwuchsschriftstellern und hält seit 2003 verschiedene Schreibwerkstätten für junge Autoren ab.
2004 wurde Schindel Mitherausgeber des Literaturprojekts „Landvermessung. Österreichische Bibliothek nach 1945. Vergessene, Bleibende, Künftige. Vormals Austrokoffer“, das aufgrund des österreichischen Jubiläumsjahres 2005 (50 Jahre Staatsvertrag, 60 Jahre Republik, 10 Jahre EU-Beitritt) aufgelegt wurde.
2006 gründete er gemeinsam mit Rudolf Scholten in Heidenreichstein das Literaturfestival Literatur im Nebel. Jährlich wird dort ein weltbekannter Schriftsteller zum Festival eingeladen. Bisher waren dies Salman Rushdie (2006), Amos Oz (2007), Jorge Semprún (2008), Margaret Atwood (2009), Hans Magnus Enzensberger (2010), Nuruddin Farah (2011), Ljudmila Ulizkaja (2012), Louis Begley (2013) und Ian McEwan (2014).
Robert Schindel ist Mitglied der Freien Akademie der Künste Hamburg und der Deutschen Akademie für Sprache und Dichtung. Er begründete die erste staatliche Literaturinstitution in Österreich, die kreatives Schreiben fördert, und lehrt dort seit 2009 als Universitätslektor am Institut für Sprachkunst der Universität für Angewandte Kunst Wien.

## Werke

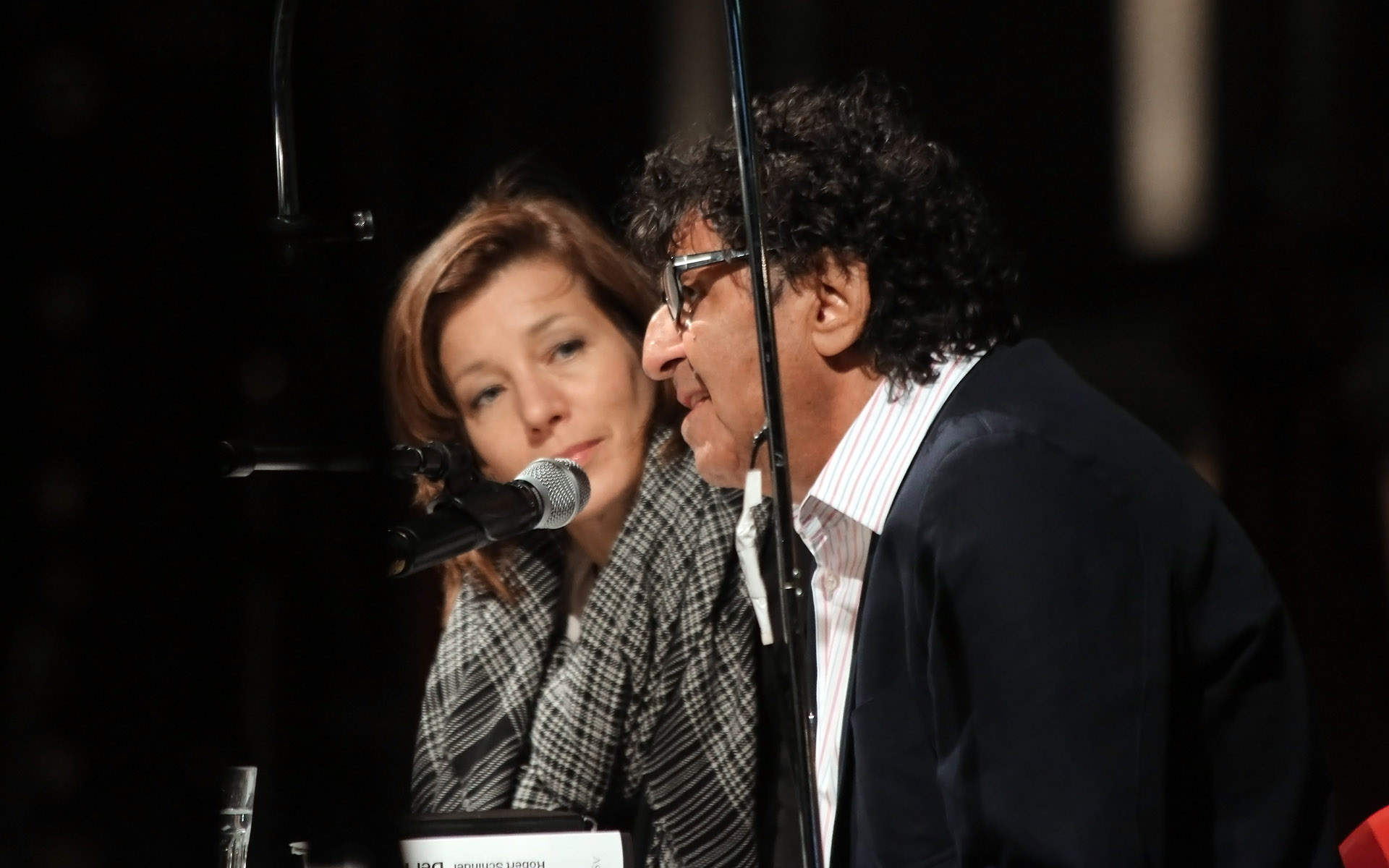
Robert Schindel mit Clarissa Stadler im Gespräch über den Roman „Der Kalte“ (o-töne 2013)

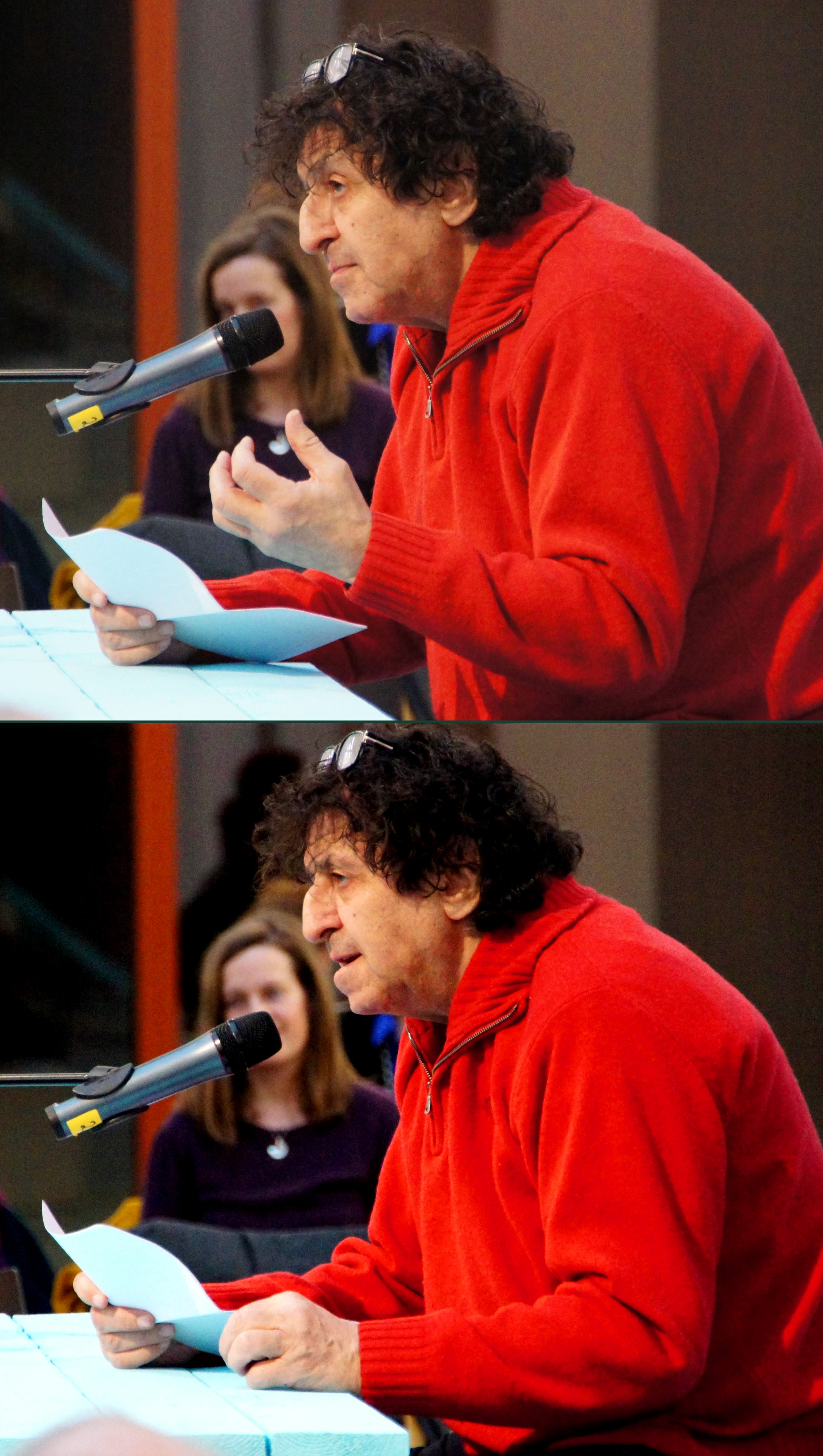
Robert Schindel, Wien 2013.

- Ohneland. Gedichte vom Holz der Paradeiserbäume. 1979–1984. Suhrkamp, Frankfurt am Main 1986, ISBN 3-518-11372-0.
- Geier sind pünktliche Tiere. Gedichte. Suhrkamp, Frankfurt am Main 1987, ISBN 3-518-11429-8.
- Im Herzen die Krätze. Gedichte. Suhrkamp, Frankfurt am Main 1988, ISBN 3-518-11511-1.
- Ein Feuerchen im Hintennach. Gedichte 1986–1991. Suhrkamp, Frankfurt am Main 1992, ISBN 3-518-11775-0.
- Gebürtig. Roman. Suhrkamp, Frankfurt am Main 1992, ISBN 3-518-40438-5.
- Die Nacht der Harlekine. Erzählungen. Suhrkamp, Frankfurt am Main 1994, ISBN 3-518-40579-9.
- Gott schütz uns vor den guten Menschen. Jüdisches Gedächtnis – Auskunftsbüro der Angst. Suhrkamp, Frankfurt am Main 1995, ISBN 3-518-11958-3.
- Immernie. Gedichte vom Moos der Neunzigerhöhlen. Suhrkamp, Frankfurt am Main 2000, ISBN 3-518-12155-3.
- Nervös der Meridian. Gedichte. Suhrkamp, Frankfurt am Main 2003, ISBN 3-518-12317-3.
- Zwischen dir und mir wächst tief das Paradies. Liebesgedichte. Vorwort von André Heller; Illustrationen von Christof Subik. Insel Verlag, Frankfurt am Main / Leipzig 2003 (Insel-Bücherei 1227), ISBN 3-458-19247-6.
- Fremd bei mir selbst. Gedichte. Nachwort Marcel Reich-Ranicki. Suhrkamp, Frankfurt am Main 2004, ISBN 3-518-41594-8
- Kassandra. Roman. Vorwort von Robert Menasse. Haymon, Innsbruck 1979/2004, ISBN 3-85218-446-0
- Wundwurzel. Gedichte. Suhrkamp, Frankfurt am Main 2005, ISBN 3-518-41705-3
- Der Krieg der Wörter gegen die Kehlkopfschreie, Capriccios. Haymon, 2008, ISBN 978-3-85218-573-6
- Mein mausklickendes Saeculum. Gedichte. Suhrkamp, Frankfurt am Main 2008, ISBN 978-3-518-42024-9
- Dunkelstein. Eine Realfarce. Haymon, Innsbruck 2010, ISBN 978-3-85218-645-0
- Man ist viel zu früh jung. Essays und Reden. Jüdischer Verlag im Suhrkamp Verlag, 2011, ISBN 978-3-633-54254-3
- Der Kalte. Roman. Suhrkamp, Berlin 2013, ISBN 978-3-518-42355-4[6]
- Don Juan wird sechzig. Heiteres Drama. Hollitzer, Wien 2015, ISBN 978-3-99012-166-5
- Scharlachnatter. Gedichte. Suhrkamp, Berlin 2015, ISBN 978-3-518-42486-5[7]
- Flussgang. Gedichte. Suhrkamp, Berlin 2023, ISBN 978-3-518-43140-5

In Anthologien
- Aurélie Maurin, Thomas Wohlfahrt Hgg.: VERSschmuggel. InVERSible. Canadian poetry – Poésie du Quebec. (dreisprachig Deutsch, Französisch, Englisch) Wunderhorn, Heidelberg 2008, ISBN 3-88423-299-1. Mit 2 CDs[8]

## Theater
- „Dunkelstein, eine Realfarce“ (2008) – Uraufführung März 2016, Theater Nestroyhof Hamakom

## Preise, Auszeichnungen
- 1989: Förderpreis des Kulturkreises im Bundesverband der Deutschen Industrie
- 1991: Elias-Canetti-Stipendium der Stadt Wien
- 1992: Österreichischer Förderungspreis für Literatur
- 1992: Förderpreis des Marburger Literaturpreises
- 1992: Dr. Emil-Domberger-Literaturpreis der B’nai B’rith Européen
- 1993: Erich-Fried-Preis
- 1995/1996: Stadtschreiber von Klagenfurt
- 1997: DAAD-Stipendium in Berlin[9]
- 2000: Mörike-Preis der Stadt Fellbach
- 2003: Literaturpreis der Stadt Wien
- 2005: Willy und Helga Verkauf-Verlon Preis des DÖW für österreichische antifaschistische Publizistik
- 2005: Silbernes Ehrenzeichen für Verdienste um das Land Wien[10]
- 2007: Jakob-Wassermann-Literaturpreis der Stadt Fürth
- 2009: Kulturpreis des Landes Oberösterreich für Literatur
- 2010: Poetik-Professur an der Universität Bamberg
- 2013: Johann-Beer-Literaturpreis für Der Kalte[11]
- 2014: Heinrich-Mann-Preis[12]
- 2022: Niederösterreichischer Kulturpreis – Würdigungspreis in der Sparte Literatur[13]
- 2024: Österreichischer Kunstpreis für Literatur[14]